# Vianí
Vianí – miasto w Kolumbii, w departamencie Cundinamarca.